# Руперт Еверетт
Ру́перт Джеймс Ге́ктор Е́веретт (англ. Rupert James Hector Everett; нар. 29 травня 1959, Норфолк, Велика Британія) — британський актор, продюсер та письменник. Дворазовий номінант на здобуття кінопремії «Золотий глобус» (за ролі у фільмах «Весілля мого найкращого друга» та «Ідеальний чоловік») .

## Біографія
Руперт Еверетт народився 29 травня 1959 році в Норфолці, в аристократичній сім'ї. Його батьком був майор Британської армії Ентоні Майкл Еверетт (1921—2009), матір'ю — Сара Маклін, що походила з роду баронетів Вівіан та була донькою віце-адмірала сера Гектор Лахлана Стюарта Макліна. Руперт і його брат Ентоні (нар. 1956) — внучаті племінники Дональда Дюарта Макліна, англійського дипломата і правнуки сера Дональда Макліна, ліберального політика, що був лідером парламентської опозиції після Першої світової війни.
Руперт Еверетт навчався спочатку в Школі Фарлей (англ. Farleigh School) в Андовері (графство Гемпшир), потім у коледжі ченців-бенедиктинців в Амплефорті, графство Йоркшир. Покинувши школу у 15 років, Руперт вирушив до Лондона для навчання акторській майстерності в Центральні школу дикції і драми. Згодом Еверетт зізнався в інтерв'ю журналу US Magazine, що в Лондоні йому доводилося заробляти на життя проституцією. Деякий час провчившись в школі дикції і драми, він не зміг закінчити її через численні конфлікти з викладачами і вирушив до Глазго, де поступив до трупи авангардного Сітізенс-театру (англ. Glasgow Citizen's Theatre). У 1981 році зіграв свою першу помітну роль в спектаклі «Білі дияволи». Також брав участь у таких виставах, як «Дон Жуан», «Дім, де розбиваються серця», а в 1981 році був нагороджений премією London Critics Circle Theatre Award за головну роль у постановці п'єси Джуліана Мітчелла «Інша країна» — історії двох хлопчиків з вищих кіл британського суспільства, які безнадійно закохуються один в одного напередодні Другої світової війни.

## Кінокар'єра
У кіно Руперт Еверетт дебютував у 1982 році епізодичною роллю у фільмі «Шокуюча випадковість». Перший успіх до Еверетта прийшов у 1984 році після ролі Гая Беннета у кіноверсії вистави «Інша країна» в якій він знявся разом з Коліном Фертом, та за яку номінувався на Премію Британської кіноакадемії, «Золотий глобус», «Супутник» та Премію MTV). Фільм мав величезний успіх у всьому світі, і Еверетта було визнаний однією з найяскравіших висхідних зірок Великої Британії.

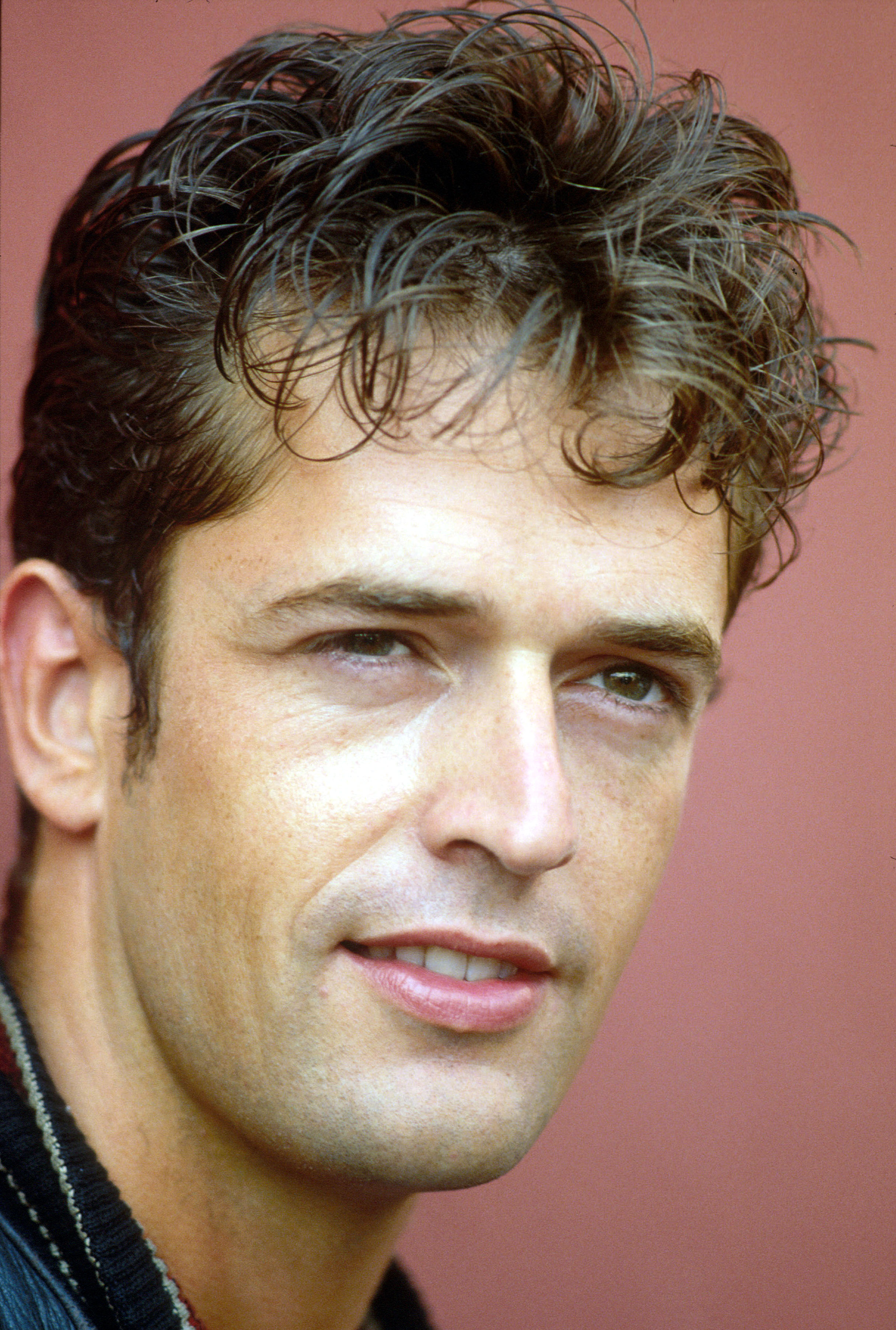
Руперт Еверетт на Венеційському кінофестивалі, 1985

У 1987 році Еверетт від'їжджає до Франції і Італії. Знімався у низці італійських фільмів — Баярдо Сан Роман у стрічці «Хроніка оголошеної смерті» (1987, режисер Франческо Розі), Девід Латтес у драмі «Окуляри в золотій оправі» (1987, реж. Джуліано Монтальдо), цвинтарний сторож Франческо Деламорте в італійському хоррорі «Про любов, про смерть» (1994).
У 1997 році актор з'явився в успішній голлівудській романтичній комедії «Весілля мого найкращого друга» в ролі гея-приятеля головної героїні у виконанні Джулії Робертс. Потім Еверетт знявся у цілій серія фільмів, так чи інакше пов'язаних з шекспірівською темою: «Закоханий Шекспір» (1998), де зіграв роль шпигуна і поета єлизаветинської епохи Крістофера Марлоу, «Ідеальний чоловік» (1999), в екранізації Майкла Гоффмана п'єси Шекспіра «Сон літньої ночі» (1999), де виконав роль Оберона.
У 2003 році Руперт Еверетт зіграв роль короля Чарльза I в історичній драмі «Убити короля» з Тімом Ротом і Олівією Вільямс у головних ролях, у 2004-му з'явився в костюмованій мелодрамі про постшекспірівський англійський театр «Краса по-англійськи» в ролі короля Чарльза II. Також у 2004 році вийшов телевізійний фільм «Шерлок Холмс і справа про шовкову панчоху» з Евереттом у ролі знаменитого сищика. Крім того, актор взяв участь в озвучуванні мультфільму «Шрек 2», де його голосом заговорив головний супротивник Шрека Принц Чармінг. У тому ж 2004 році відбулася прем'єра політичної драми «Подвійний агент», головні ролі в якій виконали Руперт Еверетт і Шерон Стоун. У 2005 році в анімаційному фільмі «Хроніки Нарнії: Лев, чаклунка і платтяна шафа» він озвучив Лиса.

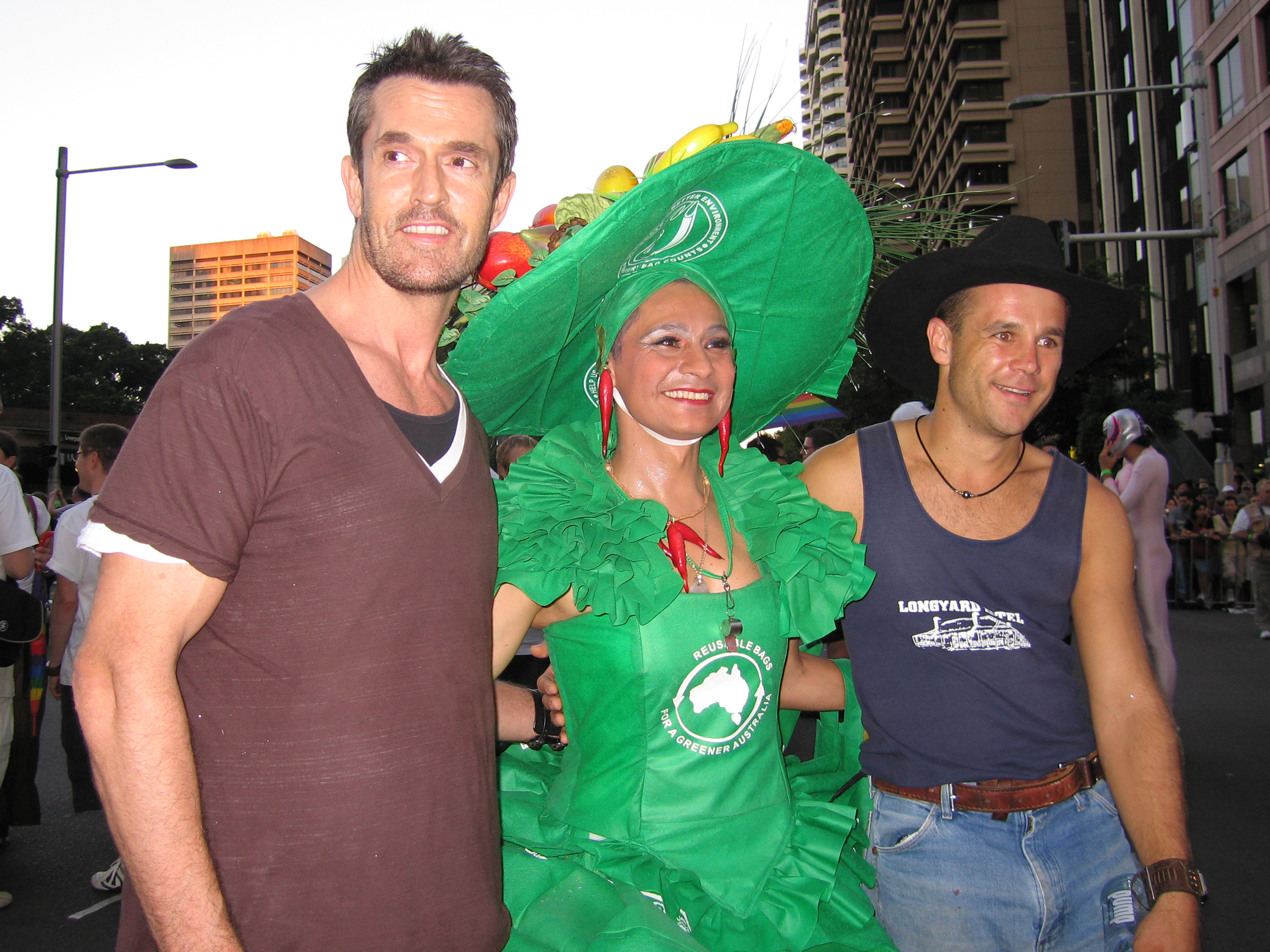
На фестивалі ЛГБТ Марді Гра у Сіднеї, 2007

У 2006 році актор у Росії на екрани вийшов семисерійний фільм Сергія Бондарчука «Тихий Дон» за романом Шолохова у якому Еверетт зіграв головну роль Григорія Мелехова.
У 2007 році Руперт Еверетт виконав роль Секундуса в сімейному фентезі «Зоряний пил», а також з'явився в комедії «Однокласниці», де зіграв відразу дві ролі: батька головної героїні і її тітки, директорки школи Сен-Трініан. У 2009 році вийшов сиквел «Однокласниці-2», у якому актор втілив відразу трьох персонажів: Каміллу і Фортнама Фріттонів та капітана Арчибольда. У 2010 році на екрани вийшов омедійний бойовик Джонатана Лінна «Дика штучка» з Евереттом в одній з ролей другого плану.
У 1980-ті роки Руперт Еверетт виступав як поп-співак на естраді, випустив кілька музичних альбомів. З 2003 року виступає як кінопродюсер.

## Особисте життя
У 1989 році Руперт Эверетт в інтерв'ю в Парижі відкрито заявив про свою гомосексуальність.
У період між 2006 і 2010 роками, Еверетт жив у Нью-Йорку, США, але повернувся до Лондона, через поганий стан здоров'я його батька. У 2008 році Еверетт купив будинок у Західному Лондоні в районі Белгравія.

## Фільмографія (вибіркова)
Ролі в кіно
| Рік  | Українська назва                              | Оригінальна назва                                              | Роль                                               | Примітки |
| ---- | --------------------------------------------- | -------------------------------------------------------------- | -------------------------------------------------- | -------- |
| 1983 | Принцеса Дейзі                                | Princess Daisy                                                 | Рем Валенськи                                      |          |
| 1984 | Інша країна                                   | Another Country                                                | Гай Беннетт                                        |          |
| 1985 | Танець з незнайомцем                          | Dance with a Stranger                                          | Девід Блейклі                                      |          |
| 1987 | Окуляри в золотій оправі                      | Gli occhiali d'oro                                             | Давид Латтес                                       |          |
| 1987 |                                               | Hearts of Fire                                                 | Джеймс Кольт                                       |          |
| 1987 | Хроніка оголошеної смерті                     | Cronaca di una morte annunciata                                | Байярдо Сен Роман                                  |          |
| 1990 | Розрада незнайомців                           | The Comfort Of Strangers                                       | Колін                                              |          |
| 1994 | Висока мода                                   | Prêt-à-Porter                                                  | Джек Лоуенталь                                     |          |
| 1994 | Безумство короля Георга                       | The Madness of King George                                     | принц Уельський                                    |          |
| 1994 | Закоханий трунар                              | Dellamorte Dellamore                                           | Франческо Делламорте                               |          |
| 1996 | З'являється Данстон                           | Dunston Checks In                                              | Лорд Раутледж                                      |          |
| 1997 | Весілля мого найкращого друга                 | My Best Friend's Wedding                                       | Джордж Даунз                                       |          |
| 1998 | Закоханий Шекспір                             | Shakespeare in Love                                            | Крістофер Марлоу                                   |          |
| 1999 | Інспектор Гаджет                              | Inspector Gadget                                               | Доктор Клоу                                        |          |
| 1999 | Ідеальний чоловік                             | An Ideal Husband                                               | Лорд Горінг                                        |          |
| 1999 | Сон літньої ночі                              | A Midsummer Night's Dream                                      | Оберон                                             |          |
| 2000 | Найкращий друг                                | The Next Best Thing                                            | Роберт Віттакер                                    |          |
| 2001 | Південний Кенсінгтон                          | South Kensington                                               | Bill Blue                                          |          |
| 2002 | Як важливо бути серйозним                     | The Importance of Being Earnest                                | Алджернон                                          |          |
| 2002 | Дика сімейка Торнберрі                        | The Wild Thornberrys Movie                                     | Слоан Блекберн                                     |          |
| 2003 | Безумовне кохання                             | Unconditional Love                                             | Дірк С.                                            |          |
| 2003 | Убити короля                                  | To Kill a King                                                 | король Карл I                                      |          |
| 2004 | Краса по-англійськи                           | Stage Beauty                                                   | Карл II                                            |          |
| 2004 | Подвійний агент                               | A Different Loyalty                                            | Лео Коффілд                                        |          |
| 2004 | Шрек 2                                        | Shrek 2                                                        | Принц Чамінг                                       | голос    |
| 2004 | Піпл                                          | People                                                         | Шарль Пуліньяк                                     |          |
| 2005 | Охоронець по найму                            | Separate Lies                                                  | Білл Буле                                          |          |
| 2005 | Хроніки Нарнії: Лев, чаклунка і платтяна шафа | The Chronicles of Narnia: The Lion, the Witch and the Wardrobe | Лис                                                | голос    |
| 2006 | Тихий Дон                                     | Тихий Дон                                                      | Григорій Мелехов                                   |          |
| 2007 | Зоряний пил                                   | Stardust                                                       | Секундус                                           |          |
| 2007 | Шрек III                                      | Shrek the Third                                                | Принц Чамінг                                       | голос    |
| 2007 | Однокласниці                                  | St. Trinian's                                                  | Директорка школи Камілла Фріттон / Карнебі Фріттон |          |
| 2009 | Однокласниці 2: Легенда про золото Фріттона   | St. Trinian's 2: The Legend of Fritton's Gold                  | Директорка школи Камілла Фріттон                   |          |
| 2010 | Дика штучка                                   | Wild Target                                                    | Містер Фергюсон                                    |          |
| 2011 | Без істерики!                                 | Hysteria                                                       | Лорд Едмунд                                        |          |
| 2014 | Розенн                                        | Rosenn                                                         | Льюїс Лафолі                                       |          |
| 2015 | Лондонські канікули                           | A Royal Night Out                                              | король Георг VI                                    |          |
| 2018 | Щасливий принц                                | The Happy Prince                                               | Оскар Уайльд                                       |          |
| 2021 | Попередження                                  | Warning                                                        | Чарлі                                              |          |
| 2023 | Наполеон                                      | Napoleon                                                       | Артур Веллслі                                      |          |

Ролі на телебаченні
- 1981 — Мужність Едварда Робінсона/ The Manhood of Edward Robinson — Гай
- 1982 — Легкі мішені / Soft Targets — актор
- 1983 — Княжна Дейзі / Princess Daisy — Рем Валенські
- 1984 — Далекі шатри / The Far Pavilions — Джордж Гарфорт
- 1985 — Король Артур / Arthur the King — Ланселот
- 2003 — Небезпечні зв'язки / Les Liaisons dangereuses — віконт Себастьян де Вальмон
- 2003 — Містер Амбассадор / Mr. Ambassador — посол Ронні Чілдерс
- 2004 — Шерлок Холмс і справа про шовкову панчоху / Sherlock Holmes and the Case of the Silk Stocking — Шерлок Холмс
- 2006 — Вечір п'ятниці / The Friday Night Project Guest Host
- 2011 — Чорне дзеркало / Black Mirror — Суддя Гоуп (Епізод: "П'ятнадцять мільйонів нагород")
- 2012 — Кінець параду / Parade's end — Марк Тідженс

## Визнання
| Премія BAFTA                       |                                                          |                                           |           |
| 1985                               | Найкращий актор-новачок                                  | Інша країна                               | Номінація |
| 1998                               | Найкращий чоловіча роль другого плану                    | Весілля мого найкращого друга             | Номінація |
| Національна рада кінокритиків США  |                                                          |                                           |           |
| 1994                               | Найкращий акторський склад                               | Висока мода                               | Перемога  |
| Кінофестиваль Фанташпорту          |                                                          |                                           |           |
| 1996                               | Найкращий актор                                          | Закоханий трунар                          | Перемога  |
| Премія «Супутник»                  |                                                          |                                           |           |
| 1998                               | Золотий Супутник за найкращу чоловічу роль другого плану | Весілля мого найкращого друга             | Перемога  |
| 2000                               | Золотий Супутник за найкращу чоловічу роль другого плану | Ідеальний чоловік                         | Номінація |
| 2005                               | Найкращий актор в серіалі або телефільмі                 | Шерлок Холмс і справа про шовкову панчоху | Номінація |
| Лондонське коло кінокритиків       |                                                          |                                           |           |
| 1998                               | Найкращий актор року в ролі другого плану                | Весілля мого найкращого друга             | Перемога  |
| 2005                               | Найкращий актор року в ролі другого плану                | Краса по-англійськи                       | Номінація |
| MTV Movie Awards                   |                                                          |                                           |           |
| 1998                               | Найкращий акторський прорив                              | Весілля мого найкращого друга             | Номінація |
| 1998                               | Найкраща комедійна роль                                  | Весілля мого найкращого друга             | Номінація |
| Приз Європейської кіноакадемії     |                                                          |                                           |           |
| 1999                               | Найкращий європейський актор                             | Ідеальний чоловік                         | Номінація |
| 2018                               | Найкращий європейський актор                             | Щасливий принц                            | Номінація |
| Міжнародний кінофестиваль в Сіетлі |                                                          |                                           |           |
| 1999                               | Найкращий актор                                          | Ідеальний чоловік                         | Перемога  |